# Liste der Geotope im Zollernalbkreis
Diese sortierbare Liste der Geotope im Zollernalbkreis enthält die Geotope im baden-württembergischen Zollernalbkreis, die amtlichen Bezeichnungen für Namen und Nummern sowie deren geographische Lage. Die Geotope sind im Geotop-Kataster Baden-Württemberg dokumentiert und umfassen Aufschlüsse von Gesteinen, Böden, Mineralien und Fossilien sowie besondere Landschaftsteile.

## Liste
Im Landkreis sind 197 Geotope (Stand 21. Juni 2020) offiziell vom Landesamt für Geologie, Rohstoffe und Bergbau (LGRB) ausgewiesen:
| Steckbrief Nr. (PDF) | Name | Geotoptyp            | Gemeinde/Stadt, Gemarkung              | Koordinaten                                    | Bild           | Bemerkungen |
| -------------------- | --- | -------------------- | -------------------------------------- | ---------------------------------------------- | -------------- | --- |
| 5054                 | Linkenboldshöhle ca. 2100 m E von Onstmettingen                                                         | Höhle                | Albstadt Gemarkung Onstmettingen       | 48° 16′ 33,3″ N, 9° 1′ 49,8″ O                 | weitere Bilder | Geologische Einheit: Massenkalk-Formation Status: geschützt (Naturdenkmal Linkenboldshöhle)                                                  |
| 5055                 | Felskranz und Rauchhöhle oberh. der Martinshalde NW von Ebingen, 140 m E von P. 955,1                   | Höhle                | Albstadt Gemarkung Ebingen             | 48° 13′ 34,6″ N, 9° 1′ 11,4″ O                 |                | Geologische Einheit: Weißer Jura Status: geschützt (Naturdenkmal Rauchhöhle)                                                                 |
| 5056                 | Geigerhöhle ca. 1700 m W vom Ehestetter Hof                                                             | Höhle                | Albstadt Gemarkung Ebingen             | 48° 11′ 50,7″ N, 9° 0′ 7,5″ O                  |                | Geologische Einheit: Massenkalk-Formation Status: geschützt (Naturdenkmal Geigerhöhle)                                                       |
| 5057                 | Mühlenfelsen E oberhalb der Ehestetter Mühle                                                            | Felsformation        | Albstadt Gemarkung Ebingen             | 48° 11′ 49,7″ N, 9° 3′ 35,7″ O                 |                | Geologische Einheit: Massenkalk-Formation Status: geschützt (Naturdenkmal Mühlenfels)                                                        |
| 5058                 | Heidensteinhöhle ca. 1500 m NW von Ebingen                                                              | Höhle                | Albstadt Gemarkung Ebingen             | 48° 13′ 29,8″ N, 9° 1′ 10,9″ O                 | weitere Bilder | Geologische Einheit: Untere Felsenkalk-Formation Status: geschützt (Naturdenkmal Heidensteinhöhle)                                           |
| 5059                 | Steilkante Rote Wand und Felsband an der westl. ob. Talkante zum Tobeltal 2500 m E von Tieringen        | Felsformation        | Albstadt Gemarkung Laufen an der Eyach | 48° 12′ 24,3″ N, 8° 54′ 47,1″ O                | weitere Bilder | Geologische Einheit: Wohlgeschichtete Kalk-Formation Status: geschützt Geotop-ID ND8417006                                                   |
| 5060                 | Vogelfelsenhöhle im Langen Tal SW von Lautlingen                                                        | Höhle                | Albstadt Gemarkung Lautlingen          | 48° 12′ 0,4″ N, 8° 56′ 16,5″ O                 |                | Geologische Einheit: Wohlgeschichtete Kalk-Formation Status: geschützt Geotop-ID ND8417001                                                   |
| 5061                 | Großer Vogelfelsen im Langen Tal SW von Lautlingen 250 m S von P. 935,7                                 | Felsformation        | Albstadt Gemarkung Lautlingen          | 48° 12′ 0,4″ N, 8° 56′ 16,5″ O                 | weitere Bilder | Geologische Einheit: Wohlgeschichtete Kalk-Formation Status: geschützt (Naturdenkmal Großer Vogelfels)                                       |
| 5062                 | Torfmoor Geifitze unterhalb des Schmiech-Ursprungs 2500 m WNW von Onstmettingen                         | Moor                 | Albstadt Gemarkung Onstmettingen       | 48° 17′ 42,3″ N, 8° 57′ 56″ O                  | weitere Bilder | Geologische Einheit: Impressamergel-Formation Status: mit geschützt (NSG Geifitze)                                                           |
| 5063                 | Aufg. Steinbruch (westl. Bruch) im Gewann Lange Hecke ca. 900 m N von Endingen                          | Aufschluss           | Balingen Gemarkung Endingen            | 48° 15′ 59,9″ N, 8° 49′ 44,3″ O                | weitere Bilder | Geologische Einheit: Posidonienschiefer-Formation Status: mit geschützt (NSG Heuberg)                                                        |
| 5064                 | Bühlenbröller ca. 20 m unterh. der Traufkante, 900 m E vom Hotel Lochen                                 | Höhle                | Balingen Gemarkung Weilstetten         | 48° 13′ 0″ N, 8° 51′ 59,1″ O                   |                | Geologische Einheit: Wohlgeschichtete Kalk-Formation Status: geschützt (Naturdenkmal Bühlenbröller)                                          |
| 5065                 | Höhlen und Felsnischen im Hohlen Felsen ca. 1500 m SE von Bitz                                          | Höhle                | Bitz                                   | 48° 14′ 9,4″ N, 9° 6′ 20,6″ O                  | weitere Bilder | Geologische Einheit: Massenkalk-Formation Status: geschützt (Naturdenkmal Hohler Fels)                                                       |
| 5066                 | Flintknollenhöhle am östl. Ortsrand von Gauselfingen                                                    | Höhle                | Burladingen Gemarkung Gauselfingen     | 48° 16′ 23,8″ N, 9° 10′ 19″ O                  |                | Geologische Einheit: Untere Felsenkalk-Formation Status: geschützt (Naturdenkmal Flintsteinknollenhöhle)                                     |
| 5067                 | Ungernhaldenhöhle in der Ungernhalde N der Straße Stetten-Melchingen 350 m NNE P 705,8                  | Höhle                | Burladingen Gemarkung Stetten          | 48° 20′ 31,8″ N, 9° 10′ 34,4″ O                |                | Geologische Einheit: Grenzbereich Untere Felsenkalk-Formation / Obere Felsenkalk-Formation Status: geschützt (Naturdenkmal Ungerhaldenhöhle) |
| 5068                 | Heilenbergschacht am S-Hang des Heilenbergs 400 m N der Ruine Holstein                                  | Höhle                | Burladingen Gemarkung Stetten          | 48° 20′ 31,7″ N, 9° 11′ 11,3″ O                |                | Geologische Einheit: Untere Felsenkalk-Formation Status: geschützt (Naturdenkmal Heilenbergschacht)                                          |
| 5069                 | Kobelhöhle am N-Hang des Kobel 1300 m SW der Ruine Holstein                                             | Höhle                | Burladingen Gemarkung Stetten          | 48° 19′ 30,6″ N, 9° 10′ 16″ O                  | weitere Bilder | Geologische Einheit: Grenzbereich Untere Felsenkalk-Formation / Oberer Felsenkalk-Formation Status: geschützt (Naturdenkmal Kobelhöhle)      |
| 5070                 | Langer Brunnen im Laucherttal ca. 600 m SE von Stetten                                                  | Quelle               | Burladingen Gemarkung Stetten          | 48° 19′ 26″ N, 9° 11′ 11,1″ O                  |                | Geologische Einheit: Untere Felsenkalk-Formation Status: mit geschützt (NSG Bei der Mühle)                                                   |
| 5071                 | Steilkante Plettenberg                                                                                  | Felsformation        | Dotternhausen                          | 48° 12′ 47,1″ N, 8° 48′ 41,1″ O                |                | Geologische Einheit: Wohlgeschichtete Kalk-Formation Status: mit geschützt (NSG Plettenkeller)                                               |
| 5072                 | Steilhang rechts der Eyach ca. 300 m N der Einmündung der Starzel in die Eyach                          | Felsformation        | Haigerloch                             | 48° 21′ 28,6″ N, 8° 48′ 6,1″ O                 |                | Geologische Einheit: Oberer Muschelkalk Status: geschützt                                                                                    |
| 5073                 | Hülbe und Doline Heilige Grub ENE von Trillfingen                                                       | Doline               | Haigerloch Gemarkung Trillfingen       | 48° 23′ 47,6″ N, 8° 49′ 11,7″ O                | weitere Bilder | Geologische Einheit: Lettenkeuper Status: geschützt (Naturdenkmal Heilige Grub)                                                              |
| 5074                 | Senke und Weiher S vom Salenhof östl. von Trillfingen                                                   | Landschaftselement   | Haigerloch Gemarkung Trillfingen       | 48° 23′ 3″ N, 8° 49′ 47,3″ O                   | weitere Bilder | Geologische Einheit: Gipskeuper Status: mit geschützt (NSG Salenhofweiher)                                                                   |
| 5075                 | Doline und Moor Breilried ca. 1600 m ESE der Ortsmitte von Trillfingen                                  | Doline Moor          | Haigerloch Gemarkung Trillfingen       | 48° 22′ 49,4″ N, 8° 49′ 47,8″ O                | weitere Bilder | Geologische Einheit: Gipskeuper Status: mit geschützt (NSG Breilried)                                                                        |
| 5076                 | Schafberghöhle ca. 100 m S des Gespaltenen Felsens am NW-Hang des Schafsbergs                           | Höhle                | Hausen am Tann                         | 48° 13′ 9,6″ N, 8° 50′ 12,5″ O                 |                | Geologische Einheit: Wohlgeschichtete Kalk-Formation Status: mit geschützt (NSG Schafberg - Lochenstein)                                     |
| 5077                 | Gespaltener Felsen am NW-Hang des Schafbergs N von Hausen am Tann                                       | Felsformation        | Hausen am Tann                         | 48° 13′ 12,5″ N, 8° 50′ 16,9″ O                |                | Geologische Einheit: Untere Felsenkalk-Formation Status: mit geschützt (NSG Schafberg - Lochenstein)                                         |
| 5078                 | Johannisbeerhöhle am NW-Hang des Schafbergs                                                             | Höhle                | Hausen am Tann                         | 48° 13′ 13,8″ N, 8° 50′ 20,8″ O                |                | Geologische Einheit: Wohlgeschichtete Kalk-Formation Status: mit geschützt (NSG Schafberg - Lochenstein)                                     |
| 5079                 | Steilhang Lochenstein N des Parkplatzes Lochengründle                                                   | Felsformation        | Hausen am Tann                         | 48° 13′ 10,6″ N, 8° 50′ 57,6″ O                | weitere Bilder | Geologische Einheit: Lochen-Formation Status: mit geschützt (NSG Schafberg - Lochenstein)                                                    |
| 5080                 | Wenzelsteinhöhle am nördl. Burgfelsen Wenzelstein 2000 m NNE von Hausen am Tann                         | Höhle                | Hausen am Tann                         | 48° 12′ 57″ N, 8° 50′ 31,5″ O                  |                | Geologische Einheit: Wohlgeschichtete Kalk-Formation Status: mit geschützt (NSG Schafberg - Lochenstein)                                     |
| 5081                 | Felsen 2000 m NNE von Hausen am Tann                                                                    | Felsformation        | Hausen am Tann                         | 48° 12′ 55,7″ N, 8° 50′ 30,5″ O                |                | Geologische Einheit: Wohlgeschichtete Kalk-Formation Status: mit geschützt (NSG Schafberg - Lochenstein)                                     |
| 5082                 | Bergsturzscholle beim Bürglishof E von Jungingen                                                        | Landschaftselement   | Jungingen                              | 48° 19′ 34,9″ N, 9° 3′ 29,4″ O                 | weitere Bilder | Geologische Einheit: Wohlgeschichtete Kalk-Formation Status: mit geschützt (NSG Bürgle)                                                      |
| 5083                 | Saulochhöhle im mittleren Appental E von Unterdigisheim                                                 | Höhle                | Meßstetten Gemarkung Hartheim          | 48° 9′ 58″ N, 8° 55′ 53,4″ O                   |                | Geologische Einheit: Untere Felsenkalk-Formation Status: geschützt (Naturdenkmal Saulöchle)                                                  |
| 5084                 | Hülbe bei Heinstetten (Schwemme)                                                                        | Hülbe                | Meßstetten Gemarkung Hartheim          | 48° 7′ 56,9″ N, 8° 58′ 28,3″ O                 |                | Geologische Einheit: Massenkalk-Formation Status: geschützt Geotop-ID ND8417010                                                              |
| 5085                 | Brunnenstube Bohnenbergerweg                                                                            | Quelle               | Meßstetten                             | 48° 11′ 0,2″ N , 8° 57′ 34″ O 48.18338 8.95944 | weitere Bilder | Geologische Einheit: Massenkalk-Formation geschützt (Naturdenkmal Brunnenstuben)                                                             |
| 5086                 | Wurzelkluft im Winkel ca. 3000 m NW von Tieringen                                                       | Felsformation        | Meßstetten Gemarkung Tieringen         | 48° 12′ 44,3″ N, 8° 53′ 56,4″ O                | weitere Bilder | Geologische Einheit: Wohlgeschichtete Kalk-Formation Status: mit geschützt (NSG Untereck)                                                    |
| 5087                 | Höhle Flaichgrub im Wald 1000 m SE von Unterdigisheim                                                   | Höhle                | Meßstetten Gemarkung Unterdigisheim    | 48° 9′ 31,7″ N, 8° 55′ 5,5″ O                  |                | Geologische Einheit: Untere Felsenkalk-Formation Status: geschützt (Naturdenkmal Flaichgrube)                                                |
| 5088                 | Höhle Lochbrunnen ca. 600, ENE von Unterdigisheim                                                       | Höhle Quelle         | Meßstetten Gemarkung Unterdigisheim    | 48° 10′ 0,5″ N, 8° 54′ 59,6″ O                 | weitere Bilder | Geologische Einheit: Wohlgeschichtete Kalk-Formation Status: geschützt (Naturdenkmal Lochbrunnen)                                            |
| 5089                 | Quellnische Hasenbrunnen ca. 2000 m BBE von Nusplingen                                                  | Quelle               | Nusplingen                             | 48° 8′ 49,6″ N, 8° 54′ 17,7″ O                 | weitere Bilder | Geologische Einheit: Wohlgeschichtete Kalk-Formation Status: geschützt (Naturdenkmal Hasenbrunnen)                                           |
| 5090                 | Uhufels an der Roßhalde oberh. der Straße nach Obernheim, 900 m WNW von Nusplingen                      | Felsformation        | Nusplingen                             | 48° 8′ 8,4″ N, 8° 52′ 47,8″ O                  | weitere Bilder | Geologische Einheit: Massenkalk-Formation geschützt (Naturdenkmal Uhufelsen)                                                                 |
| 5091                 | Aufg. Sandgrube und Dietstaighöhle E der Nebenstraße Steighaus-Dietstaig                                | Höhle                | Nusplingen                             | 48° 7′ 5,3″ N, 8° 54′ 47,8″ O                  | weitere Bilder | Geologische Einheit: Untere Felsenkalk-Formation Status: geschützt (Naturdenkmal Dietstaighöhle)                                             |
| 5092                 | Aufg. Steinbruch auf der Hochfläche des Westerbergs 1500 m SW von Nusplingen                            | Aufschluss           | Nusplingen                             | 48° 7′ 23,3″ N, 8° 52′ 24,7″ O                 | weitere Bilder | Geologische Einheit: Liegende Bankkalk-Formation Status: mit geschützt (NSG Westerberg) Geopark Schwäbische Alb                              |
| 5093                 | Aufg. Sandgrube im Starzelwald oberhalb und SE von Rangendingen                                         | Aufschluss           | Rangendingen                           | 48° 22′ 25,7″ N, 8° 53′ 39,7″ O                | weitere Bilder | Geologische Einheit: Stubensandstein Status: geschützt (Naturdenkmal Steinbruch am Weiler Berg)                                              |
| 5094                 | Südl. Steilabfall des Plettenbergs                                                                      | Aufschluss           | Ratshausen                             | 48° 12′ 36,1″ N, 8° 48′ 41,1″ O                |                | Geologische Einheit: Obtususton-Formation bis Numismalismergel-Formation Status: mit geschützt (NSG Plettenkeller)                           |
| 5095                 | Tropfsteinhöhle Straßberg am N-Hang des Mühltals, 300 m SW der Kläranlage Winterlingen                  | Höhle                | Straßberg                              | 48° 10′ 28″ N, 9° 6′ 11″ O                     |                | Geologische Einheit: Untere Felsenkalk-Formation Status: geschützt (Naturdenkmal Große Tropfsteinhöhle)                                      |
| 5096                 | Weiher bei der Riedmühle zwischen Winterlingen und Benzingen                                            | Quelle               | Winterlingen                           | 48° 10′ 21,7″ N, 9° 8′ 6,2″ O                  |                | Geologische Einheit: JuraNagelfluh Status: geschützt (Naturdenkmal 2 Weiher (Oberer und Unterer Weiher))                                     |
| 5097                 | Hülbe bei der Kühstelle                                                                                 | Hülbe                | Winterlingen                           | 48° 12′ 45,6″ N, 9° 5′ 49,7″ O                 |                | Geologische Einheit: Massenkalk-Formation Status: geschützt Geotop-ID ND8417012                                                              |
| 5098                 | Aufg. Tongrube ca. 700 m NNO von Zimmern                                                                | Aufschluss           | Zimmern unter der Burg                 | 48° 13′ 37″ N, 8° 43′ 25,4″ O                  |                | Geologische Einheit: Obtususton-Formation Status: geschützt (Naturdenkmal Tongrube im Schafhof-Allmend)                                      |
| 5099                 | Kreidehöhle                                                                                             | Höhle                | Albstadt Gemarkung Lautlingen          | 48° 11′ 47,4″ N, 8° 55′ 55,2″ O                |                | Geologische Einheit: ? Status: geschützt (Naturdenkmal Kreidehöhle)                                                                          |
| 5100                 | Hochwachthöhle                                                                                          | Höhle                | Burladingen                            | 48° 17′ 40,1″ N, 9° 7′ 11,5″ O                 | weitere Bilder | Geologische Einheit: Massenkalk-Formation Status: geschützt (Naturdenkmal Hochwachthöhle)                                                    |
| 5101                 | Große Schattenhanghöhle                                                                                 | Höhle                | Albstadt Gemarkung Ebingen             | 48° 12′ 11,1″ N, 9° 1′ 4,1″ O                  |                | Geologische Einheit: ? Status: geschützt (Naturdenkmal Große Schattenhanghöhle)                                                              |
| 5102                 | Höfentalhöhlen (3 Stück)                                                                                | Höhlen               | Straßberg                              | 48° 10′ 22,9″ N, 9° 5′ 3,2″ O                  |                | Geologische Einheit: ? Status: geschützt (Naturdenkmal Höfentalhöhlen (3 Höhlen))                                                            |
| 5103                 | Höhlen im Strudelfels                                                                                   | Höhlen               | Meßstetten Gemarkung Hossingen         | 48° 11′ 54,2″ N, 8° 56′ 7,3″ O                 |                | Geologische Einheit: ? Status: geschützt (Naturdenkmal Höhlen im Strudelfels)                                                                |
| 5104                 | Straßberger Grotte                                                                                      | Höhle                | Straßberg                              | 48° 10′ 29,3″ N, 9° 5′ 43,4″ O                 |                | Geologische Einheit: Untere Felsenkalk-Formation Status: geschützt (Naturdenkmal Straßberger Grotte)                                         |
| 5105                 | Steinbruchhöhle                                                                                         | Höhle                | Albstadt Gemarkung Onstmettingen       | 48° 16′ 57,9″ N, 9° 0′ 47,7″ O                 | weitere Bilder | Geologische Einheit: ? Status: geschützt (Naturdenkmal Steinbruchhöhle)                                                                      |
| 5106                 | Sinterkalk im Harresbachtal                                                                             | Sinterstufe          | Obernheim                              | 48° 10′ 16,7″ N, 8° 49′ 41,6″ O                |                | Geologische Einheit: Wohlgeschichtete Kalk-Formation (Naturdenkmal Sinterkalk im Harrasbachtal)                                              |
| 5107                 | Dolinen im Gewann Seewiesen                                                                             | Dolinen              | Albstadt Gemarkung Ebingen             | 48° 11′ 41,3″ N, 9° 0′ 9,9″ O                  |                | Geologische Einheit: Massenkalk-Formation |
| 5108                 | Dolinen im Wald 320 m WSW der Kuppe des Hornsteins                                                      | Dolinen              | Albstadt Gemarkung Ebingen             | 48° 11′ 42″ N, 9° 0′ 32,2″ O                   |                | Geologische Einheit: Massenkalk-Formation |
| 5109                 | Ehestetter Torhöhle ca. 4000 m WNW von Straßberg oberh. des Ehestetter Hofs                             | Höhle                | Albstadt Gemarkung Ebingen             | 48° 11′ 51,6″ N, 9° 2′ 50,7″ O                 |                | Geologische Einheit: Obere Felsenkalk-Formation                                                                                              |
| 5110                 | Doline am Rand der Hochfläche 600 m SSE der Ehestetter Mühle im Schmiecha-Tal                           | Doline               | Albstadt Gemarkung Ebingen             | 48° 11′ 12,1″ N, 9° 4′ 1,8″ O                  |                | Geologische Einheit: Massenkalk-Formation |
| 5111                 | Doline Kühbrunnen auf der Hochfläche 1250 m S von Ebingen                                               | Doline               | Albstadt Gemarkung Ebingen             | 48° 12′ 5,6″ N, 9° 1′ 25,9″ O                  |                | Geologische Einheit: Massenkalk-Formation |
| 5112                 | Schloßfelsenhöhle unterhalb des Ebinger Schloßfelsens                                                   | Höhle                | Albstadt Gemarkung Ebingen             | 48° 13′ 2,9″ N, 9° 2′ 8,6″ O                   |                | Geologische Einheit: Untere Felsenkalk-Formation / Obere Felsenkalk-Formation                                                                |
| 5113                 | Bergkuppe Schopfloch N der Straße Ebingen-Meßstetten                                                    | Landschaftselement   | Albstadt Gemarkung Ebingen             | 48° 11′ 52,6″ N, 8° 59′ 30,2″ O                |                | Geologische Einheit: Untere Felsenkalk-Formation                                                                                             |
| 5114                 | Karstquellen im Schmichatal unterh. des Mühlenfelsens ca. 3000 m NNW von Straßberg                      | Quellen              | Albstadt Gemarkung Ebingen             | 48° 11′ 47,7″ N, 9° 3′ 24,5″ O                 |                | Geologische Einheit: Grenzbereich Impressamergel-Formation / Wohlgeschichtete Kalk-Formation                                                 |
| 5115                 | Großer Hohler Fels ca. 5000 m W von Straßberg                                                           | Höhle                | Albstadt Gemarkung Ebingen             | 48° 10′ 36,6″ N, 9° 0′ 37,5″ O                 |                | Geologische Einheit: Untere Felsenkalk-Formation                                                                                             |
| 5116                 | Kleiner Hohler Fels ca. 6000 m W von Straßberg                                                          | Höhle                | Albstadt Gemarkung Ebingen             | 48° 9′ 59,3″ N, 9° 1′ 25,9″ O                  |                | Geologische Einheit: Untere Felsenkalk-Formation                                                                                             |
| 5117                 | Finsterwaldhöhle ca. 1000 m ENE der Ortsmitte von Laufen                                                | Höhle                | Albstadt Gemarkung Laufen              | 48° 13′ 32,6″ N, 8° 55′ 54,1″ O                |                | Geologische Einheit: Wohlgeschichtete Kalk-Formation                                                                                         |
| 5118                 | Felsenmeer am SW-Hang des Heersbergs NE von Laufen                                                      | Landschaftselement   | Albstadt Gemarkung Laufen              | 48° 13′ 28,7″ N, 8° 56′ 14,4″ O                | weitere Bilder | Geologische Einheit: Wohlgeschichtete Kalk-Formation                                                                                         |
| 5119                 | Felsgruppe Sauterfelsen an der Traufkante beim E-Ende der Schanze (P. 927,2) am Gräblesberg             | Felsformation        | Albstadt Gemarkung Laufen              | 48° 12′ 22,3″ N, 8° 55′ 17,3″ O                |                | Geologische Einheit: Massenkalk-Formation |
| 5120                 | Teufelsloch wenig S der Ruine Schalksburg                                                               | Höhle                | Albstadt Gemarkung Laufen              | 48° 14′ 1,4″ N, 8° 55′ 2,6″ O                  |                | Geologische Einheit: Wohlgeschichtete Kalk-Formation                                                                                         |
| 5121                 | Gräbelesberghöhle auf der W-Seite des Gräbelesbergs S von Laufen                                        | Höhle                | Albstadt Gemarkung Laufen              | 48° 12′ 39,5″ N, 8° 55′ 4,7″ O                 | weitere Bilder | Geologische Einheit: Wohlgeschichtete Kalk-Formation                                                                                         |
| 5122                 | Keller auf der E-Seite des Gräbelesbergs S von Laufen                                                   | Höhle                | Albstadt Gemarkung Laufen              | 48° 12′ 41,1″ N, 8° 55′ 20,2″ O                | weitere Bilder | Geologische Einheit: Wohlgeschichtete Kalk-Formation                                                                                         |
| 5123                 | Felsgruppe "Schuhmacherfels" ca. 1000 m NW von Hossingen                                                | Felsformation        | Albstadt Gemarkung Lautlingen          | 48° 11′ 51,9″ N, 8° 56′ 7,3″ O                 |                | Geologische Einheit: Massenkalk-Formation |
| 5124                 | Muis Höhle ca. 400 m NE des Schuhmacherfelsens und 1200 m NE von Hossingen                              | Höhle                | Albstadt Gemarkung Lautlingen          | 48° 11′ 54,2″ N, 8° 56′ 7,3″ O                 |                | Geologische Einheit: Untere Felsenkalk-Formation                                                                                             |
| 5125                 | Felsgruppe "Strudelfels" ca. 1200 m NW von Hossingen                                                    | Felsformation        | Albstadt Gemarkung Lautlingen          | 48° 11′ 53,5″ N, 8° 56′ 6,8″ O                 |                | Geologische Einheit: Untere Felsenkalk-Formation                                                                                             |
| 5126                 | Dolinenfeld Auwerdern südlich der Straße Meßstetten-Ebingen 2500 m NO von Meßstetten                    | Dolinen              | Albstadt Gemarkung Lautlingen          | 48° 11′ 40″ N, 8° 58′ 59,7″ O                  | weitere Bilder | Geologische Einheit: Untere Felsenkalk-Formation / Obere Felsenkalk-Formation                                                                |
| 5127                 | Steigquellenbröller E vom Heimberg ca. 2200 m S von Laufen                                              | Höhle                | Albstadt Gemarkung Lautlingen          | 48° 12′ 11,3″ N, 8° 55′ 23,6″ O                |                | Geologische Einheit: Wohlgeschichtete Kalk-Formation                                                                                         |
| 5128                 | Hossinger Quellhöhle ca 200 m W der Hossinger Leiter NW von Hossingen                                   | Höhle Quelle         | Albstadt Gemarkung Lautlingen          | 48° 11′ 42,2″ N, 8° 55′ 43,5″ O                |                | Geologische Einheit: Wohlgeschichtete Kalk-Formation                                                                                         |
| 5129                 | Leiterbröller ca. 40 m W der Hossinger Leiter NW von Hossingen                                          | Höhle                | Albstadt Gemarkung Lautlingen          | 48° 11′ 42,9″ N, 8° 55′ 47,9″ O                |                | Geologische Einheit: Wohlgeschichtete Kalk-Formation                                                                                         |
| 5130                 | Aufg. Steinbrüche im Langental E von Onstmettingen an der Straße nach Hausen im Killertal               | Aufschluss           | Albstadt Gemarkung Onstmettingen       | 48° 17′ 1,5″ N, 9° 0′ 45,8″ O                  | weitere Bilder | Geologische Einheit: Untere Felsenkalk-Formation mit Glaukonit                                                                               |
| 5131                 | Aufg. Steinbruch im Langental E von Onstmettingen                                                       | Aufschluss           | Albstadt Gemarkung Onstmettingen       | 48° 16′ 56″ N, 9° 0′ 43,4″ O                   | weitere Bilder | Geologische Einheit: Untere Felsenkalk-Formation mit Glaukonit                                                                               |
| 5132                 | Zeller Horn ca. 1500 m SE der Burg Hohenzollern                                                         | Felsformation        | Albstadt Gemarkung Onstmettingen       | 48° 18′ 44,8″ N, 8° 58′ 48,4″ O                | weitere Bilder | Geologische Einheit: Massenkalk-Formation |
| 5133                 | Raichberg                                                                                               | Landschaftselement   | Albstadt Gemarkung Onstmettingen       | 48° 18′ 22,8″ N, 8° 59′ 29,6″ O                | weitere Bilder | Geologische Einheit: Massenkalk-Formation |
| 5134                 | Aufg. Steinbruch Auchtberg N der Steige Pfeffingen-Onstmettingen am Rande der Hochfläche                | Aufschluss           | Albstadt Gemarkung Pfeffingen          | 48° 15′ 37,3″ N, 8° 57′ 47,3″ O                | weitere Bilder | Geologische Einheit: Wohlgeschichtete Kalk-Formation                                                                                         |
| 5135                 | Eyachquelle ca. 1600 m N von Albstadt-Pfeffingen                                                        | Quelle               | Albstadt Gemarkung Pfeffingen          | 48° 16′ 8,4″ N, 8° 58′ 14″ O                   |                | Geologische Einheit: Wohlgeschichtete Kalk-Formation                                                                                         |
| 5136                 | Kahlstellen im Talhang beim Müllplatz (Roschbach) ca. 1200 m NW von Pfeffingen                          | Landschaftselement   | Albstadt Gemarkung Pfeffingen          | 48° 15′ 27,3″ N, 8° 57′ 6,6″ O                 |                | Geologische Einheit: Callovium |
| 5137                 | Schmauselhöhle ca. 1000 m NE von Neuweiler                                                              | Höhle                | Albstadt Gemarkung Tailfingen          | 48° 16′ 6,7″ N, 9° 3′ 46,7″ O                  | weitere Bilder | Geologische Einheit: Untere Felsenkalk-Formation                                                                                             |
| 5138                 | Sandballenhöhle in niedriger Kuppe NO von P. 909,4 auf der Hochfläche 1500 m E von Tailfingen           | Höhle                | Albstadt Gemarkung Truchtelfingen      | 48° 14′ 23,2″ N, 9° 2′ 57,1″ O                 | weitere Bilder | Geologische Einheit: Massenkalk-Formation |
| 5139                 | Aufg. Steinbruch Taubenhart W der Straße Truchtelfingen-Ebingen am südl. Ortsausgang von Truchtelfingen | Aufschluss           | Albstadt Gemarkung Truchtelfingen      | 48° 14′ 3,1″ N, 9° 1′ 33,2″ O                  |                | Geologische Einheit: Wohlgeschichtete Kalk-Formation                                                                                         |
| 5140                 | Hüttenkirchle ca. 2500 m W von Bitz                                                                     | Höhle                | Albstadt Gemarkung Truchtelfingen      | 48° 14′ 27″ N, 9° 3′ 34,4″ O                   | weitere Bilder | Geologische Einheit: ? |
| 5141                 | Prallhang links der Eyach unmittelbar W der Stadtmühle                                                  | Aufschluss           | Balingen                               | 48° 17′ 6,4″ N, 8° 51′ 23,1″ O                 | weitere Bilder | Geologische Einheit: Schichtfolgen des Unterjura                                                                                             |
| 5142                 | Böschung und Geländekante 600 m NNW von Heselwangen                                                     | Aufschluss           | Balingen                               | 48° 16′ 50,9″ N, 8° 52′ 56,7″ O                |                | Geologische Einheit: Posidonienschiefer-Formation                                                                                            |
| 5143                 | Prallhang rechts der Eyach E der B 27 am SE Stadtausgang von Balingen                                   | Aufschluss           | Balingen                               | 48° 16′ 1,3″ N, 8° 51′ 23,3″ O                 | weitere Bilder | Geologische Einheit: Obtususton-Formation |
| 5144                 | Schwefelbrunnen Balingen                                                                                | Quelle               | Balingen                               | 48° 16′ 10,7″ N, 8° 51′ 3,4″ O                 | weitere Bilder | Geologische Einheit: Posidonienschiefer-Formation                                                                                            |
| 5145                 | Aufg. Steinbruch Netzenberg am oberen Prallhang zum Wertenbach 950 m NW von Engstlatt                   | Aufschluss           | Balingen Gemarkung Engstlatt           | 48° 18′ 23,3″ N, 8° 51′ 49,6″ O                |                | Geologische Einheit: Rhätkeuper |
| 5146                 | Steinbruch 1200 m W von Engstlatt                                                                       | Aufschluss           | Balingen Gemarkung Engstlatt           | 48° 18′ 11,1″ N, 8° 51′ 31,6″ O                |                | Geologische Einheit: Rhätkeuper / Psilonotenton-Formation                                                                                    |
| 5147                 | Prallhang der Eyach in Frommern unter der Kirche                                                        | Aufschluss           | Balingen Gemarkung Frommern            | 48° 14′ 56,9″ N, 8° 52′ 26″ O                  |                | Geologische Einheit: Amaltheenton-Formation / Posidonienschiefer-Formation                                                                   |
| 5148                 | Prallhang der Eyach in der Mühlstraße ca. 400 m ESE der Ortskirche von Frommern                         | Aufschluss           | Balingen Gemarkung Frommern            | 48° 14′ 55″ N, 8° 52′ 37,4″ O                  |                | Geologische Einheit: Amaltheenton-Formation bis Jurensismergel-Formation                                                                     |
| 5149                 | Ziegelei in Frommern S des Bhf.                                                                         | Aufschluss           | Balingen Gemarkung Frommern            | 48° 14′ 29,4″ N, 8° 52′ 23,1″ O                |                | Geologische Einheit: Opalinuston-Formation                                                                                                   |
| 5150                 | Schalksburghöhle an der Basis des westl. Schalksburgfelsens N von Albstadt-Laufen                       | Höhle                | Balingen Gemarkung Frommern            | 48° 14′ 4,3″ N, 8° 55′ 1,7″ O                  |                | Geologische Einheit: Massenkalk-Formation |
| 5151                 | Prallhang der Eyach bei der Gießmühle an der Straße Steinhofen-Owingen                                  | Aufschluss           | Balingen Gemarkung Ostdorf             | 48° 19′ 5,5″ N, 8° 51′ 52,8″ O                 | weitere Bilder | Geologische Einheit: Bunte Mergel |
| 5152                 | Hundsrücken 1300 m NE von Streichen                                                                     | Landschaftselement   | Balingen Gemarkung Streichen           | 48° 16′ 48,8″ N, 8° 55′ 44,1″ O                |                | Geologische Einheit: Wohlgeschichtete Kalk-Formation                                                                                         |
| 5153                 | Aufg. Steinbruch in Frommern E der B 463 (Umgehungsstraße)                                              | Aufschluss           | Balingen Gemarkung Frommern            | 48° 14′ 48,4″ N, 8° 51′ 23″ O                  | weitere Bilder | Geologische Einheit: Posidonienschiefer-Formation                                                                                            |
| 5154                 | Straßenböschung bei Hotel Lochen                                                                        | Aufschluss           | Balingen Gemarkung Weilstetten         | 48° 13′ 5,1″ N, 8° 51′ 10,7″ O                 |                | Geologische Einheit: Impressamergel-Formation                                                                                                |
| 5155                 | Wegböschungen und Bachbett des Bezighofenbachs ca. 750 m S von Streichen                                | Aufschluss           | Balingen Gemarkung Zillhausen          | 48° 15′ 57″ N, 8° 55′ 29,6″ O                  |                | Geologische Einheit: Ludwigienton-Formation                                                                                                  |
| 5156                 | Bachböschung des Roschbachs am nördl. Ortsausgang von Zillhausen                                        | Aufschluss           | Balingen Gemarkung Zillhausen          | 48° 15′ 46,3″ N, 8° 55′ 39,8″ O                |                | Geologische Einheit: Opalinuston-Formation                                                                                                   |
| 5157                 | Zillhauser Wasserfall W von Zillhausen                                                                  | Wasserfall           | Balingen Gemarkung Zillhausen          | 48° 15′ 19,4″ N, 8° 55′ 13,7″ O                | weitere Bilder | Geologische Einheit: Grenzbereich Opalinuston-Formation / Eichberg-Formation                                                                 |
| 5158                 | Stilles Loch (Karlshöhle) N der Ruine Schalksburg N von Laufen                                          | Höhle                | Balingen Gemarkung Zillhausen          | 48° 14′ 6,3″ N, 8° 55′ 11,8″ O                 |                | Geologische Einheit: Wohlgeschichtete Kalk-Formation                                                                                         |
| 5159                 | Wannentalhöhle wenig N der Ruine Schalksburg                                                            | Höhle                | Balingen Gemarkung Zillhausen          | 48° 14′ 5,6″ N, 8° 55′ 2,2″ O                  |                | Geologische Einheit: Wohlgeschichtete Kalk-Formation                                                                                         |
| 5160                 | Böschung im Waldgebiet Schrammengreut E des Forstwegs ca. 1000 m N von Streichen                        | Aufschluss           | Bisingen                               | 48° 16′ 47,8″ N, 8° 55′ 5,3″ O                 |                | Geologische Einheit: Wedelsandstein-Formation bis Hamitenton-Formation                                                                       |
| 5161                 | Steinbruch 2000 m W von Steinhofen an der Straße zur Gießmühle                                          | Aufschluss           | Bisingen                               | 48° 18′ 53,3″ N, 8° 52′ 39,5″ O                |                | Geologische Einheit: Arietenkalk-Formation                                                                                                   |
| 5162                 | Aufg. Steinbruch 900 m N und NW von Bisingen                                                            | Aufschluss           | Bisingen                               | 48° 19′ 16,1″ N, 8° 55′ 36,6″ O                |                | Geologische Einheit: Posidonienschiefer-Formation Ölschiefer Abbau im Zweiten Weltkrieg KZ Bisingen                                          |
| 5163                 | Straßenböschung ca. 1000 m SE von Thanheim, NE von P.68                                                 | Aufschluss           | Bisingen Gemarkung Wessingen           | 48° 17′ 26,1″ N, 8° 57′ 0,2″ O                 |                | Geologische Einheit: Blaukalke der Wedelsandstein-Formation                                                                                  |
| 5164                 | Zollernberg mit Burg Hohenzollern                                                                       | Landschaftselement   | Bisingen Gemarkung Zimmern             | 48° 19′ 24,3″ N, 8° 57′ 59,8″ O                |                | Geologische Einheit: Wohlgeschichtete Kalk-Formation Zeugenberg                                                                              |
| 5165                 | Neue Hülbe bei Bitz                                                                                     | Hülbe                | Bitz                                   | 48° 14′ 11,7″ N, 9° 6′ 4,2″ O                  | weitere Bilder | Geologische Einheit: Hangende Bankkalk-Formation                                                                                             |
| 5166                 | Hochwachtfelsen bei P. 895,4 (Hochwacht) N von Burladingen                                              | Felsformation        | Burladingen                            | 48° 17′ 40,1″ N, 9° 7′ 11″ O                   | weitere Bilder | Geologische Einheit: Massenkalk-Formation |
| 5167                 | Böschung im Gebiet Falken an der Straße Burladingen-Stetten unter Holstein, 1200 m ENE von Burladingen  | Aufschluss           | Burladingen                            | 48° 17′ 33″ N, 9° 7′ 51,8″ O                   |                | Geologische Einheit: Lacunosamergel-Formation / Untere Felsenkalk-Formation                                                                  |
| 5168                 | Dolinenfeld Hechel ca. 500 m NNE von Hermannsdorf                                                       | Dolinen              | Burladingen                            | 48° 16′ 19,6″ N, 9° 5′ 8,1″ O                  | weitere Bilder | Geologische Einheit: Massenkalk-Formation |
| 5169                 | Aufg. Steinbruch an der Steige Burladingen-Bitz                                                         | Aufschluss           | Burladingen                            | 48° 17′ 2″ N, 9° 6′ 28,3″ O                    |                | Geologische Einheit: Untere Felsenkalk-Formation                                                                                             |
| 5170                 | Fehlaquelle (Vehla) in Burladingen                                                                      | Quelle               | Burladingen                            | 48° 17′ 13,9″ N, 9° 6′ 42,4″ O                 | weitere Bilder | Geologische Einheit: Lacunosamergel-Formation                                                                                                |
| 5171                 | Dolinenfeld Äsfeld ca. 1000 m S von Burladingen                                                         | Dolinen              | Burladingen                            | 48° 16′ 53,2″ N, 9° 7′ 2,7″ O                  | weitere Bilder | Geologische Einheit: Untere Felsenkalk-Formation Obere Felsenkalk-Formation                                                                  |
| 5172                 | Aufg. Steinbruch oberhalb der Steige Burladingen-Bitz                                                   | Aufschluss           | Burladingen                            | 48° 17′ 9″ N, 9° 7′ 20,7″ O                    |                | Geologische Einheit: Untere Felsenkalk-Formation                                                                                             |
| 5173                 | Schottergrube am Osthang des Brühl ca. 3000 m SE von Ringingen                                          | Aufschluss           | Burladingen                            | 48° 18′ 19,9″ N, 9° 7′ 55,3″ O                 |                | Geologische Einheit: Gletscherschutt Prä Würm-Kaltzeit                                                                                       |
| 5174                 | Woogquelle                                                                                              | Quelle               | Burladingen Gemarkung Melchingen       | 48° 20′ 16,1″ N, 9° 8′ 39″ O                   | weitere Bilder | Geologische Einheit: Wohlgeschichtete Kalk-Formation                                                                                         |
| 5175                 | Sommerkirchhöhle ca. 1200 m E von Melchingen                                                            | Höhle                | Burladingen Gemarkung Melchingen       | 48° 21′ 18,5″ N, 9° 9′ 48″ O                   | weitere Bilder | Geologische Einheit: Untere Felsenkalk-Formation                                                                                             |
| 5176                 | Bohnerzgrube Monkberg                                                                                   | Aufschluss           | Burladingen Gemarkung Salmendingen     | 48° 21′ 33,3″ N, 9° 6′ 22″ O                   | weitere Bilder | Geologische Einheit: Untere Felsenkalk-Formation ehem. Bohnerzabbau                                                                          |
| 5177                 | Hülbe am Kobel (Köbele)                                                                                 | Hülbe                | Burladingen Gemarkung Stetten          | 48° 19′ 26,7″ N, 9° 10′ 10,9″ O                |                | Geologische Einheit: Massenkalk-Formation |
| 5178                 | Burgfelsen mit Höhlen unterh. der Ruine Holstein östl. oberh. von Stetten                               | Felsformation Höhlen | Burladingen Gemarkung Stetten          | 48° 19′ 53,5″ N, 9° 11′ 11,2″ O                |                | Geologische Einheit: Massenkalk-Formation |
| 5179                 | Straßenböschung ca. 1300 m SSO von Dautmergen                                                           | Aufschluss           | Dautmergen                             | 48° 14′ 15,8″ N, 8° 45′ 19,1″ O                |                | Geologische Einheit: Posidonienschiefer-Formation                                                                                            |
| 5180                 | Steinbrüche des Zementwerks W von Dotternhausen (Firma HOLCIM)                                          | Aufschluss           | Dotternhausen                          | 48° 13′ 29″ N, 8° 46′ 22,3″ O                  |                | Geologische Einheit: Posidonienschiefer-Formation Jurensismergel-Formation                                                                   |
| 5181                 | Steilkante und Bachriss S der Straße Schömberg-Dotternhausen 1500 m NE von Schömberg                    | Aufschluss           | Dotternhausen                          | 48° 13′ 14,9″ N, 8° 46′ 26″ O                  |                | Geologische Einheit: Posidonienschiefer-Formation                                                                                            |
| 5182                 | Böschung der Zufahrtsstraße zum großen Steinbruch auf dem Plettenberg                                   | Aufschluss           | Dotternhausen                          | 48° 12′ 50,3″ N, 8° 47′ 52,1″ O                |                | Geologische Einheit: Ostreenkalk-Formation Hamitenton-Formation                                                                              |
| 5183                 | Aufschluss an der Kilchsteige beim Hornbrunnen bei Erzingen                                             | Aufschluss           | Geislingen                             | 48° 15′ 20,9″ N, 8° 48′ 27,9″ O                |                | Geologische Einheit: Obtususton-Formation Numismalismergel-Formation                                                                         |
| 5184                 | Aufg. Steinbruch an der Talkante zur Eyach, 500 m NNW vom Wirtshaus Gießmühle                           | Aufschluss           | Grosselfingen                          | 48° 19′ 23,7″ N, 8° 51′ 47″ O                  |                | Geologische Einheit: Stubensandstein |
| 5185                 | Doline Eisenbühl S der Straße Empfingen-Weildorf ca. 2300 m WNW der Ortsmitte von Weildorf              | Doline               | Haigerloch Gemarkung Bittelbronn       | 48° 22′ 37,2″ N, 8° 44′ 56,8″ O                |                | Geologische Einheit: Lettenkeuper |
| 5186                 | Aufg. Steinbruch Klaffenfeld N der Straße Weildorf-Empfingen 1600 m WNW von Weildorf                    | Aufschluss           | Haigerloch Gemarkung Bittelbronn       | 48° 22′ 40,8″ N, 8° 45′ 25,9″ O                |                | Geologische Einheit: Lettenkeuper |
| 5187                 | Doline beim Haldenhof 1500 m NNW von Gruol                                                              | Doline               | Haigerloch Gemarkung Gruol             | 48° 21′ 22,7″ N, 8° 45′ 47,4″ O                |                | Geologische Einheit: Gipskeuper |
| 5188                 | Aufg. Steinbruch im Stunzachtal unmittelbar N der Straße Gruol-Stetten, 900 m ESE von Gruol             | Aufschluss           | Haigerloch Gemarkung Gruol             | 48° 20′ 34,5″ N, 8° 47′ 17,3″ O                |                | Geologische Einheit: Trigonodus-Dolomit |
| 5189                 | Steinbruch Karlstal im Eyachtal an der Straße Haigerloch-Eyachtal-Weildorf, 1000 m NW v. Haigerloch     | Aufschluss           | Haigerloch                             | 48° 22′ 27,5″ N, 8° 47′ 47,9″ O                |                | Geologische Einheit: Oberer Muschelkalk |
| 5190                 | Dolinenfeld Grünfeld und Seewiese ca. 2000 m NE der Ortsmitte von Stetten                               | Dolinen              | Haigerloch                             | 48° 22′ 23,5″ N, 8° 49′ 53,8″ O                |                | Geologische Einheit: Lettenkeuper |
| 5191                 | Doline Harter Wald in einer Dolinenreihe im Stadtwald Haigerloch 2000 m S von Hart                      | Doline               | Haigerloch Gemarkung Hart              | 48° 22′ 14,9″ N, 8° 50′ 48,7″ O                |                | Geologische Einheit: Gipskeuper |
| 5192                 | Aufg. Gipsgrube ca. 640 m NNW von Warrenbergle                                                          | Aufschluss           | Haigerloch Gemarkung Owingen           | 48° 21′ 9,1″ N, 8° 49′ 58,4″ O                 |                | Geologische Einheit: Gipskeuper |
| 5193                 | Senke und Feuchtgebiet Seewiese ca. 600 m O vom Seehof, E von Haigerloch                                | Landschaftselement   | Haigerloch Gemarkung Stetten           | 48° 22′ 19,6″ N, 8° 49′ 37,7″ O                | weitere Bilder | Geologische Einheit: Lettenkeuper |
| 5194                 | Gipsbruch Firma DIETTERLE in Haigerloch-Stetten                                                         | Aufschluss           | Haigerloch Gemarkung Stetten           | 48° 22′ 21,9″ N, 8° 50′ 10,8″ O                | weitere Bilder | Geologische Einheit: Gipskeuper |
| 5195                 | Wasserfälle im Bachbett der Schlichem 400 m SW von Hausen am Tann                                       | Wasserfall           | Hausen am Tann                         | 48° 11′ 41,2″ N, 8° 49′ 58,8″ O                | weitere Bilder | Geologische Einheit: Opalinuston-Formation                                                                                                   |
| 5196                 | Rutschungen ca. 2300 m E von Ratshausen beiderseits der Straße                                          | Aufschluss           | Hausen am Tann                         | 48° 11′ 31,8″ N, 8° 49′ 44,3″ O                |                | Geologische Einheit: Opalinuston-Formation Ludwigienton-Formation                                                                            |
| 5197                 | Hangender Stein mit Abrisskluft ca. 4000 m SW von Jungingen                                             | Aufschluss           | Hechingen Gemarkung Boll               | 48° 18′ 24,4″ N, 9° 0′ 1,2″ O                  | weitere Bilder | Geologische Einheit: Obere Felsenkalk-Formation                                                                                              |
| 5198                 | Backofenfels und Kleinhöhlen ca. 600 m N vom Wanderheim Nägelehaus auf dem Raichberg                    | Felsformation Höhlen | Hechingen Gemarkung Boll               | 48° 18′ 35,7″ N, 8° 59′ 39,3″ O                |                | Geologische Einheit: Wohlgeschichtete Kalk-Formation                                                                                         |
| 5199                 | Prallhang der Starzel 200 m SW der Straße Hechingen-Stein im Ortsteil Friedrichstraße                   | Aufschluss           | Hechingen                              | 48° 21′ 52,8″ N, 8° 57′ 12,6″ O                |                | Geologische Einheit: Grenze Knollenmergel / Psilonotenton-Formation                                                                          |
| 5200                 | Wasserfall und Schichtstufe im Starzelbett 100 m SSO der Brücke zum OT Friedrichstraße                  | Wasserfall           | Hechingen                              | 48° 21′ 52,5″ N, 8° 57′ 29,6″ O                | weitere Bilder | Geologische Einheit: Arietenkalk-Formation                                                                                                   |
| 5201                 | Hangböschung am W Hangfuß des Killbergs (Bahnanlage) im östlichen Bereich von Hechingen                 | Aufschluss           | Hechingen                              | 48° 21′ 45,4″ N, 8° 58′ 0,2″ O                 | weitere Bilder | Geologische Einheit: Amaltheenton-Formation                                                                                                  |
| 5202                 | Bahneinschnitt beim Bahnhof Zoller SW von Hechingen                                                     | Aufschluss           | Hechingen                              | 48° 20′ 20,9″ N, 8° 57′ 2,5″ O                 |                | Geologische Einheit: Amaltheenton-Formation                                                                                                  |
| 5203                 | Bahneinschnitt beim Bahnhof Zoller                                                                      | Aufschluss           | Hechingen                              | 48° 20′ 11,2″ N, 8° 56′ 42,1″ O                |                | Geologische Einheit: Grenze Amaltheenton-Formation / Posidonienschiefer-Formation                                                            |
| 5204                 | Aufg. Tongrube und Ziegelei ca. 750 m NW von Schlatt                                                    | Aufschluss           | Hechingen Gemarkung Schlatt            | 48° 20′ 57,5″ N, 9° 1′ 16,4″ O                 |                | Geologische Einheit: Opalinuston-Formation                                                                                                   |
| 5205                 | Prallhang links der Starzel 600 m W von Stein                                                           | Aufschluss           | Hechingen Gemarkung Stein              | 48° 22′ 15,5″ N, 8° 55′ 59,2″ O                | weitere Bilder | Geologische Einheit: Übergang Bunte Mergel Stubensandstein                                                                                   |
| 5206                 | Prallhang Reichenbach im Zinken                                                                         | Aufschluss           | Hechingen Gemarkung Stetten            | 48° 20′ 52,3″ N, 8° 58′ 46,4″ O                | weitere Bilder | Geologische Einheit: Posidonienschiefer-Formation                                                                                            |
| 5207                 | Hangböschung Schafdrift NE der alten Steinbrücke (Zimmerbach) an der Straße Hechingen-Weilheim          | Aufschluss           | Hechingen Gemarkung Weilheim           | 48° 20′ 55,8″ N, 8° 55′ 22,4″ O                |                | Geologische Einheit: Angulatenton-Formation Angulatensandstein-Formation                                                                     |
| 5208                 | Wasserfall und Schichtstufen im Bachbett der Starzel 850 m SSE von Schlatt                              | Wasserfall           | Jungingen                              | 48° 20′ 11,5″ N, 9° 1′ 52,4″ O                 |                | Geologische Einheit: Opalinuston-Formation                                                                                                   |
| 5209                 | Doline ca. 800 m NNW der Abzw. nach Heinstetten von der Straße Nusplingen-Schwenningen                  | Doline               | Meßstetten Gemarkung Hartheim          | 48° 7′ 19″ N, 8° 56′ 42,9″ O                   |                | Geologische Einheit: Massenkalk-Formation Doline angefüllt                                                                                   |
| 5210                 | Doline ca. 1500 m S von Meßstetten                                                                      | Doline               | Meßstetten                             | 48° 10′ 2,9″ N, 8° 57′ 41,8″ O                 | weitere Bilder | Geologische Einheit: Massenkalk-Formation Doline angefüllt                                                                                   |
| 5211                 | Schmugglerhöhle am Schreifels N von Meßstetten                                                          | Höhle                | Meßstetten                             | 48° 11′ 17″ N, 8° 57′ 46,1″ O                  |                | Geologische Einheit: Untere Felsenkalk-Formation                                                                                             |
| 5212                 | Dolinenrest in der nördl. Ortsmitte von Geyerbad 500 m WNW von Oberdigisheim                            | Doline               | Meßstetten Gemarkung Oberdigisheim     | 48° 10′ 47,3″ N, 8° 52′ 39,7″ O                | weitere Bilder | Geologische Einheit: Massenkalk-Formation Doline angefüllt                                                                                   |
| 5213                 | Aufg. Steinbruch Michelfeld E der Straße Oberdigisheim-Hossingen, 1500 m NO von Oberdigisheim           | Aufschluss           | Meßstetten Gemarkung Oberdigisheim     | 48° 11′ 4,1″ N, 8° 54′ 31,7″ O                 | weitere Bilder | Geologische Einheit: Untere Felsenkalk-Formation                                                                                             |
| 5214                 | Doline im Wald bei P. 904,4 und 1100 m E von Obernheim                                                  | Doline               | Meßstetten Gemarkung Oberdigisheim     | 48° 9′ 48,1″ N, 8° 52′ 39,3″ O                 | weitere Bilder | Geologische Einheit: Massenkalk-Formation Doline angefüllt                                                                                   |
| 5215                 | Straßenböschung ca. 800 m W von Tieringen                                                               | Aufschluss           | Meßstetten Gemarkung Tieringen         | 48° 12′ 7,6″ N, 8° 51′ 44,7″ O                 |                | Geologische Einheit: Ostreenkalk-Formation                                                                                                   |
| 5216                 | Steinbruch ca. 1000 m E von Tieringen an der Straße nach Hossingen                                      | Aufschluss           | Meßstetten Gemarkung Tieringen         | 48° 12′ 3,4″ N, 8° 53′ 9,5″ O                  | weitere Bilder | Geologische Einheit: Wohlgeschichtete Kalk-Formation                                                                                         |
| 5217                 | Hangböschung Schroten W der Steige Laufen an der Eyach-Tieringen, 150 m N von P. 891,5                  | Aufschluss           | Meßstetten Gemarkung Tieringen         | 48° 12′ 13,5″ N, 8° 53′ 45,8″ O                | weitere Bilder | Geologische Einheit: Grenze Impressamergel-Formation / Wohlgeschichtete Kalk-Formation                                                       |
| 5218                 | Straßenböschung 1000 m N der Straßengabel Tieringen-Hossingen-Laufen beim Sauserbrunnen                 | Aufschluss           | Meßstetten Gemarkung Tieringen         | 48° 12′ 21,6″ N, 8° 53′ 50,6″ O                | weitere Bilder | Geologische Einheit: Grenze Impressamergel-Formation / Wohlgeschichtete Kalk-Formation                                                       |
| 5219                 | Backofenfelsen und Höhle ca. 1300 m NNW von Tieringen                                                   | Felsformation Höhle  | Meßstetten Gemarkung Tieringen         | 48° 12′ 38″ N, 8° 52′ 10,3″ O                  | weitere Bilder | Geologische Einheit: Wohlgeschichtete Kalk-Formation                                                                                         |
| 5220                 | Tobeltalbröller im Tobeltal SSW von Laufen                                                              | Höhle                | Meßstetten Gemarkung Tieringen         | 48° 12′ 3,2″ N, 8° 53′ 48,3″ O                 |                | Geologische Einheit: Wohlgeschichtete Kalk-Formation                                                                                         |
| 5221                 | Aufg. Steinbruch an der Staufenberger Steige 1000 m S der Ortsmitte von Nusplingen                      | Aufschluss           | Nusplingen                             | 48° 7′ 20,8″ N, 8° 53′ 21,3″ O                 | weitere Bilder | Geologische Einheit: Lacunosamergel-Formation                                                                                                |
| 5222                 | Doline im Wald 200 m S des Fahrwegs von Nusplingen zum NSG Westerberg                                   | Doline               | Nusplingen                             | 48° 7′ 1,1″ N, 8° 53′ 11,1″ O                  |                | Geologische Einheit: Massenkalk-Formation |
| 5223                 | Dolinen in der Senke Rissental-Offental E von Dietstaig                                                 | Dolinen              | Nusplingen                             | 48° 7′ 2,8″ N, 8° 55′ 19,3″ O                  |                | Geologische Einheit: Massenkalk-Formation einige Dolinen angefüllt                                                                           |
| 5224                 | Dolinenfeld in einer Senke ca. 1400 m E von Dietstaig                                                   | Dolinen              | Nusplingen                             | 48° 6′ 42,4″ N, 8° 55′ 56,5″ O                 |                | Geologische Einheit: Massenkalk-Formation einige Dolinen angefüllt                                                                           |
| 5225                 | Doline Hölle in einer Senke ca. 1000 m ESE von Dietstaig                                                | Doline               | Nusplingen                             | 48° 6′ 28,8″ N, 8° 55′ 32,4″ O                 |                | Geologische Einheit: Massenkalk-Formation Doline angefüllt                                                                                   |
| 5226                 | Aubrunnen                                                                                               | Quelle               | Nusplingen                             | 48° 8′ 14″ N, 8° 52′ 32,8″ O                   |                | Geologische Einheit: Grenzbereich Lacunosamergel-Formation / Untere Felsenkalk-Formation                                                     |
| 5227                 | Heckentalquelle wenig N von Nusplingen                                                                  | Quelle               | Nusplingen                             | 48° 8′ 18,8″ N, 8° 53′ 22,6″ O                 | weitere Bilder | Geologische Einheit: Grenzbereich Impressamergel-Formation / Wohlgeschichtete Kalk-Formation                                                 |
| 5228                 | Straßenböschung an der Auffahrt zum Müllplatz SSW von Nusplingen SE vom Tannenfelsen                    | Aufschluss           | Nusplingen                             | 48° 7′ 33,4″ N, 8° 53′ 14,9″ O                 |                | Geologische Einheit: Grenzbereich Impressamergel-Formation / Wohlgeschichtete Kalk-Formation                                                 |
| 5229                 | Aufg. Sandgrube im Kirchbühlwald ca. 2000 m S der Ortsmitte von Obernheim                               | Aufschluss           | Obernheim                              | 48° 8′ 42″ N, 8° 52′ 8,5″ O                    |                | Geologische Einheit: Dolomitsand aus Untere Felsenkalk-Formation Obere Felsenkalk-Formation                                                  |
| 5230                 | Dolinenfeld am NE-Hang des Roßbergs 2000 m ESE von Obernheim                                            | Dolinen              | Obernheim                              | 48° 8′ 55,6″ N, 8° 52′ 51,1″ O                 |                | Geologische Einheit: Massenkalk-Formation |
| 5231                 | Doline im Gewann Vogelherd ca. 1300 m S der Ortsmitte von Wachendorf                                    | Doline               | Rangendingen Gemarkung Höfendorf       | 48° 24′ 41,5″ N, 8° 50′ 36,1″ O                |                | Geologische Einheit: Trigonodus-Dolomit |
| 5232                 | Dolinen Ohmengraben E der Straße Rangendingen-Bietenhausen                                              | Dolinen              | Rangendingen Gemarkung Höfendorf       | 48° 23′ 55″ N, 8° 51′ 48,2″ O                  | weitere Bilder | Geologische Einheit: Unterer Keuper |
| 5233                 | Dolinen Lindach E der Straße Rangendingen-Bietenhausen                                                  | Dolinen              | Rangendingen                           | 48° 23′ 41,2″ N, 8° 51′ 57,7″ O                | weitere Bilder | Geologische Einheit: Lettenkeuper |
| 5234                 | Steilkante Lindach-Starzel links der Starzel 700 m unterhalb der Rangendinger Mühle                     | Aufschluss           | Rangendingen                           | 48° 23′ 30,4″ N, 8° 52′ 13,5″ O                | weitere Bilder | Geologische Einheit: Oberer Muschelkalk |
| 5235                 | Rutschungen ca. 1600 m ESE von Ratshausen am nördl. Talhang                                             | Landschaftselement   | Ratshausen                             | 48° 11′ 24,6″ N, 8° 49′ 17,2″ O                |                | Geologische Einheit: Opalinuston-Formation                                                                                                   |
| 5236                 | Aufschlüsse 750 m NW von Dautmergen NE der Fischersmühle am nördl. Talhang                              | Aufschluss           | Rosenfeld Gemarkung Täbingen           | 48° 14′ 54,4″ N, 8° 43′ 58″ O                  |                | Geologische Einheit: Oberer Keuper bis Arietenkalk-Formation                                                                                 |
| 5237                 | Rutschung am W-Hang des Schlichemtals 1000 m N von Schömberg                                            | Landschaftselement   | Schömberg                              | 48° 13′ 39,6″ N, 8° 45′ 38,7″ O                |                | Geologische Einheit: Amaltheenton-Formation                                                                                                  |
| 5238                 | Straßenaufschluss 1400 m SW von Schömberg an der B 27 Richtung Rottweil                                 | Aufschluss           | Schömberg                              | 48° 12′ 24″ N, 8° 44′ 43,3″ O                  |                | Geologische Einheit: Obtususton-Formation Numismalismergel-Formation                                                                         |
| 5239                 | Aufg. Tongrube im Wald ca. 700 m NNW von Weilen unter den Rinnen                                        | Aufschluss           | Schömberg                              | 48° 11′ 38,8″ N, 8° 45′ 40,2″ O                |                | Geologische Einheit: Opalinuston-Formation                                                                                                   |
| 5240                 | Tongrube ca. 600 m N von Weilen unter den Rinnen im Gewann Witthau                                      | Aufschluss           | Schömberg                              | 48° 11′ 43,4″ N, 8° 45′ 57,6″ O                |                | Geologische Einheit: Opalinuston-Formation                                                                                                   |
| 5241                 | Steinbruch in einem linksseitigen Seitental zur Schmeie 2500 m N von Straßberg                          | Aufschluss           | Straßberg                              | 48° 11′ 53,5″ N, 9° 5′ 8,7″ O                  |                | Geologische Einheit: Massenkalk-Formation |
| 5242                 | Aufg. Steinbruch im Höfental 500 m W von Straßberg                                                      | Aufschluss           | Straßberg                              | 48° 10′ 23,2″ N, 9° 4′ 59,3″ O                 |                | Geologische Einheit: Massenkalk-Formation |
| 5243                 | Aufg. Steinbruch im Höfental 500 m SW von Straßberg (Kirche)                                            | Aufschluss           | Straßberg                              | 48° 10′ 22,4″ N, 9° 5′ 3,2″ O                  |                | Geologische Einheit: Massenkalk-Formation |
| 5244                 | Doline im Gewann Ochsensetze ca. 700 m S von Straßberg                                                  | Aufschluss           | Straßberg                              | 48° 9′ 59,2″ N, 9° 5′ 21,5″ O                  |                | Geologische Einheit: Massenkalk-Formation Doline angefüllt                                                                                   |
| 5245                 | Gruppe von Einzelfelsen ca. 500 m E der Unteren Mühle an der Schmeie S von Straßberg                    | Aufschluss           | Straßberg                              | 48° 10′ 14,4″ N, 9° 6′ 4,2″ O                  |                | Geologische Einheit: Massenkalk-Formation |
| 5246                 | Doline Saugrube 2600 m S von Bitz                                                                       | Doline               | Straßberg                              | 48° 13′ 6,2″ N, 9° 5′ 10,2″ O                  |                | Geologische Einheit: Massenkalk-Formation |
| 5247                 | Burgfelsen der Ruine Schalksburg mit Höhlen wenig N oberhalb von Straßberg                              | Felsformation        | Straßberg                              | 48° 11′ 17,5″ N, 9° 5′ 26,5″ O                 |                | Geologische Einheit: Obere Felsenkalk-Formation                                                                                              |
| 5248                 | Gretsbrunnen im ausgehenden Mühltal SE von Straßberg                                                    | Quelle               | Straßberg                              | 48° 10′ 19,6″ N, 9° 5′ 54,5″ O                 |                | Geologische Einheit: Untere Felsenkalk-Formation Obere Felsenkalk-Formation                                                                  |
| 5249                 | Aufg. kl. Steinbrüche entlang der Straße Harthausen-Feldhausen, 2500 m NW von Harthausen                | Aufschluss           | Winterlingen Gemarkung Harthausen      | 48° 12′ 41,2″ N, 9° 8′ 45,8″ O                 |                | Geologische Einheit: Hangende Bankkalk-Formation                                                                                             |
| 5250                 | Kühstellenhöhlen in einem schmalen Trockental zwischen Bitz und Winterlingen                            | Höhlen               | Winterlingen                           | 48° 12′ 48,5″ N, 9° 5′ 52,4″ O                 |                | Geologische Einheit: Massenkalk-Formation |